# 康拉德·赫尔弗里希
康拉德·埃米爾·蘭伯特·赫爾弗里希（荷蘭語：Conrad Emil Lambert Helfrich，1886年10月11日—1962年9月20日）是荷蘭海軍上將，曾出席在密蘇里號戰艦上舉行的第二次世界大戰日本投降儀式，並代表荷蘭簽署《降伏文書》。

## 第二次世界大戰
1939年10月，赫爾弗里希被任命為荷屬東印度群島所有部隊的總指揮官。太平洋戰爭爆發後，他下達積極發動戰爭的指示。他的小型潛艇部隊在戰爭的前幾個星期裡擊沉的日本船隻比整個英國和美國海軍加起來還要多，這一戰績為他贏得「一天一船的赫爾弗里奇」的暱稱。赫爾弗里希上將不知疲倦地努力與該地區的同盟國海軍建立合作關係，因為他知道荷蘭不可能指望靠自己來保護荷屬東印度群島。

### 爪哇海
當聯合司令部（ABDA）最終於1942年1月成立時，赫爾弗里希被繞過海軍司令的職位，而是選擇美國海軍的托馬斯·C·哈特上將。赫爾弗里希不惜一切代價保衛爪哇島的使命與哈特盡可能多地保存海軍部隊的願望發生了衝突。1942年2月12日，赫爾弗里希接替哈特成為美英荷澳四國海軍在太平洋地區的指揮官，並立即展開攻勢。不幸的是，面對日本海軍的壓倒性優勢，「突擊隊」的勇氣無濟於事，在災難性的爪哇海海戰之後，他所指揮的大部分ABDA船隻都已失去作用，ABDA本身也被解散。赫爾弗里希在戰爭餘下的時間裡，在錫蘭為荷蘭政府重返荷屬東印度群島做準備。

### 日本投降

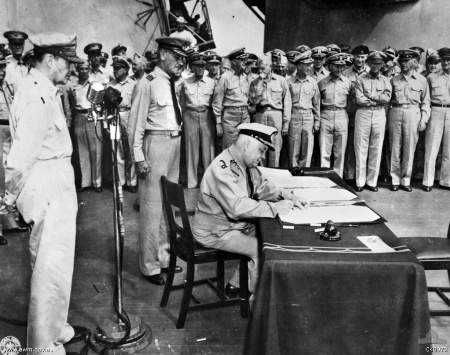
1945年9月2日，赫爾弗里希上將在東京灣的密蘇里號戰艦上簽署《降伏文書》

1945年，他被授予所有荷蘭海軍部隊的指揮權，並晉升為海軍上將。1945年9月2日，他在密蘇里號戰艦上代表荷蘭王國簽署日本投降書《降伏文書》。

## 戰後
1945年10月1日，赫爾弗里希回到荷屬東印度群島，他在那裡指揮荷屬東印度群島的部隊，直到1946年1月24日東部武裝部隊司令的職位被取消。在此期間，赫爾弗里希司令不得不處理印度尼西亞獨立革命。他激烈反對與蘇卡諾妥協，在總參謀長亨德里克·約翰·克呂爾斯（Hendrik Johan Kruls）的支持下，他反對1946年12月15日的《林加哈提協議》，但沒有成效。
赫爾弗里希一直擔任指揮，直到1949年1月1日從海軍退役。
赫爾弗里希寫的回憶錄於1950年出版。他於1962年9月20日在海牙逝世，享年75歲。

## 獲獎和榮譽
由於他在第二次世界大戰期間的服役，赫爾弗里希獲得了多項獎勵。他被授予奧蘭治-拿騷司令勳章、荷蘭獅子大十字騎士勳章、巴斯騎士司令勳章（英國）和波蘭軍功十字勳章（波蘭）。他還曾獲得遠征十字勳章。

## 延伸閱讀
- L, Klemen. . 2000  [2022-09-06]. （原始内容存档于2011-07-26）.

## 外部連結
- "World Battlefronts: Home Is The Sailor". 時代雜誌. March 9, 1942.